# تناول عبوات تايد

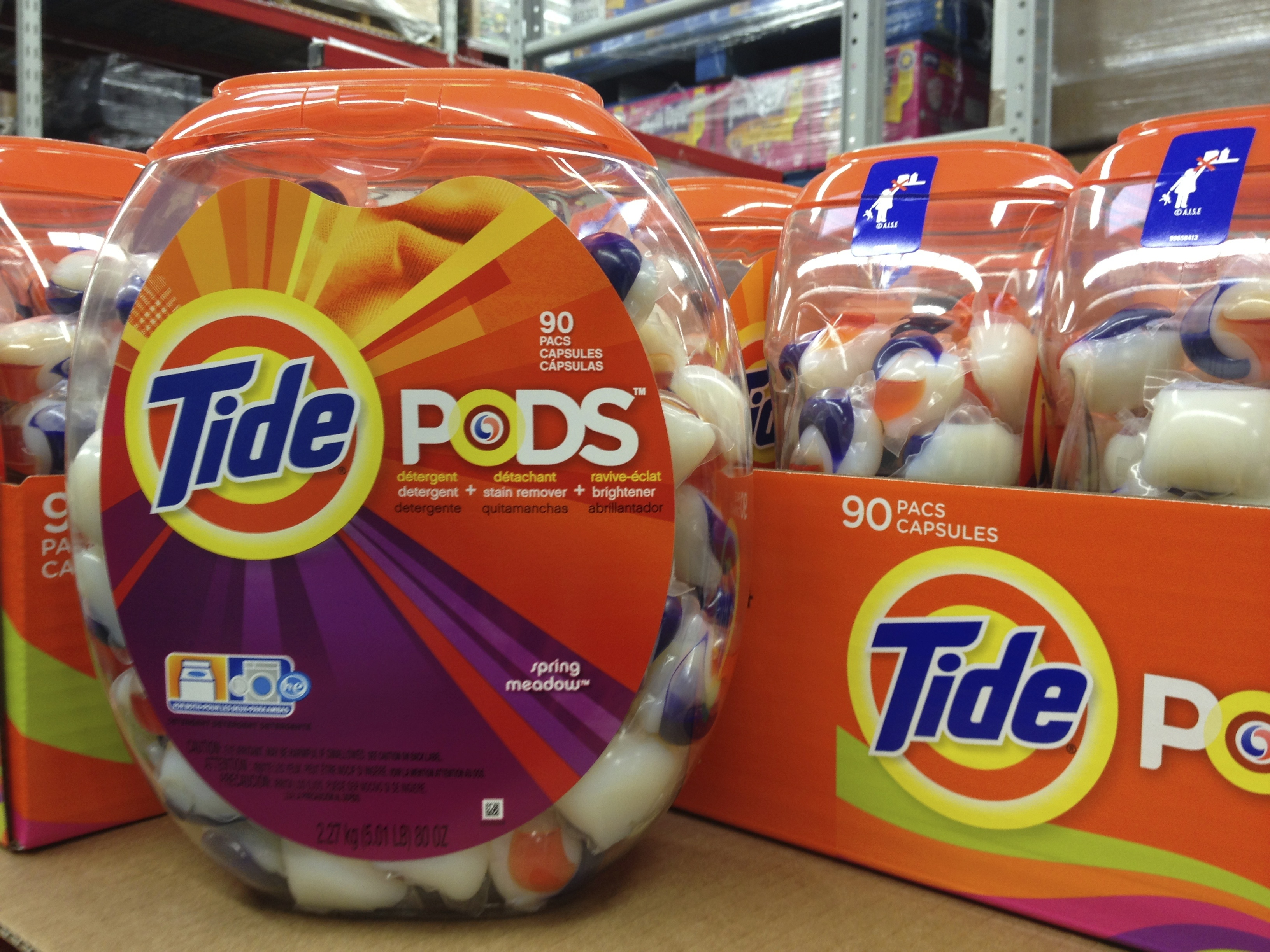
العبوة الأولية لمسحوق تايد. تم بعد ذلك إنتاج عبوة بلاستيكية غير شفافة لتقليل فرصة تناول المنتج من خلال الاعتقاد خطئًا بأنه حلوى

عبوات تايد هي نوع من منظفات الغسيل من ماركة تايد التابعة لشركة بروكتر وغامبل، والتي تعتبر من المواد التي تسبب الوفاة إذا تم تناولها، وقد تم تصنيفها على أن لها مخاطر صحية خطيرة من قبل مراكز مكافحة الأمراض والوقاية منها. فقد كانت هناك العديد من التقارير الإعلامية التي تناقش كيف تعرضت صحة وحياة الأطفال والأشخاص المصابين بالخرف للخطر بعد تناولهم عبوات تايد بعد ظنهم خطئاً بأنها حلوى. وبين عامي 2012 و2013، أفادت مراكز مكافحة السموم أن أكثر من 7000 حالة من الأطفال الصغار تناولت عبوات مسحوق الغسيل، وأدى ابتلاع حبيبات المسحوق من بروكتر وغامبل إلى ستة وفيات بحلول عام 2017. واستجابةً للمخاطر، غيرت شركة بروكتر وغامبل عبوات تايد بتصميم غير شفاف، ووضعت علامات تحذير وأضافت مادة كيميائية لها مذاقًا مريرًا إلى محتويات العبوة.
وقد تم بيع هذا المسحوق منذ عام 2012. وفي أواخر ديسمبر 2017 أصبح عبوات تايد مركزًا لميم انترنت المنتشرة على تويتر، والتي تضمنت تحدياً للقدرة على التجرؤ وتناول المسحوق عمداً. وحاز الميم على شعبية كبيرة بصفة خاصة بين المراهقين، ومنذ ذلك الحين، زادت حوادث التسمم بشكل ملحوظ. واستجابةً إلى العدد المتزايد من الحوادث، بدأت كل من جوجل وفيسبوك في إزالة مقاطع الفيديو التي تضمنت التحدي، وأطلقت شركة بروكتر وغامبل إعلانات عديدة تحث الأشخاص على عدم تناول المسحوق.